# Un chat dans la gorge
Pour plus de détails, voir Fiche technique et Distribution.
Un chat dans la gorge est un film français réalisé par Jacques Otmezguine et sorti en 1999.

## Synopsis
Georges, un comédien sans travail, se retrouve contraint d’accepter le rôle d’un chat. Victime d’une agression, plus rien ne va dans sa vie et sa déprime se transforme en une violence inattendue, qu’il se met à cultiver en portant un regard inquiétant sur la société...

## Fiche technique
- Réalisation : Jacques Otmezguine
- Scénario : Jean-Claude Grumberg (adaptation et dialogues) d'après son roman La nuit tous les chats sont gris[1]
- Production : Nelly Kafsky
- Montage : Isabelle Dedieu, Dominique Mazzoléni[2]
- Date de sortie: 1999 ( France)

## Distribution
- Pierre Arditi : Georges
- Anne Canovas : Femme de Georges
- Bernard Pinet : Loulou
- Roger Miremont : Gaillac
- Jean-Paul Comart : Le flic
- Bernard Ballet : Neucepas
- Dominique Guillo : Lancelot
- Isabelle Maltese : L'assistante pub
- Jean-Luc Porraz : Le metteur en scène
- Nadine Spinoza : Myriam